# Schloßgrundgraben
Der Schloßgrundgraben oder Schloßgraben ist ein rechter Zufluss der Kahl im Landkreis Aschaffenburg im bayerischen Spessart.

## Geographie

### Verlauf

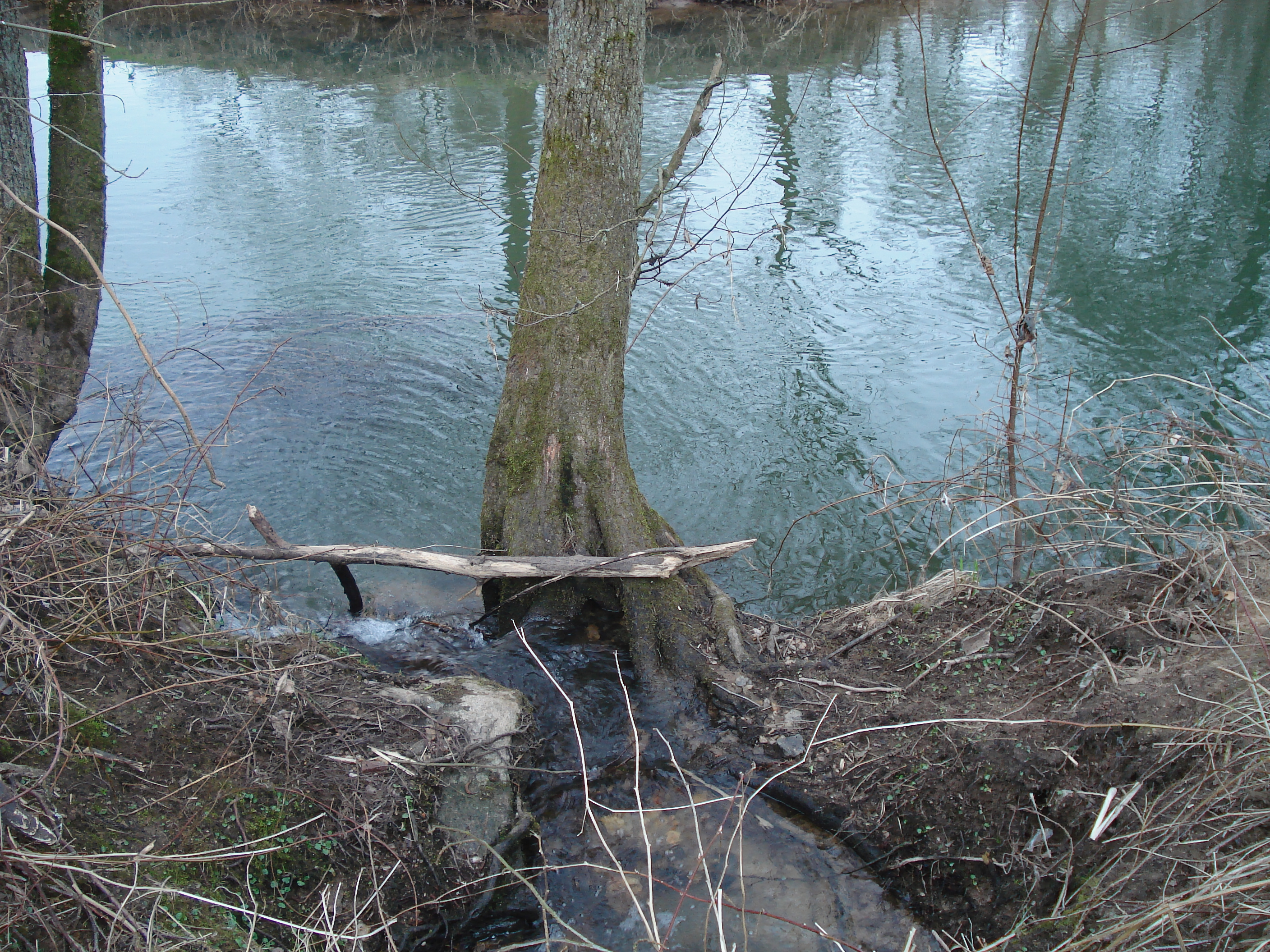
Der Schloßgrundgraben mündet in die Kahl

Der Schloßgrundgraben entspringt südöstlich des Hofes Hauenstein in einem Quellweiher. Er fließt Richtung Südwesten und nimmt einen weiteren Bach auf, der nordwestlich des Hofes entspringt. Auf dem Hügel zwischen den beiden Bächen stand einst die Burg Hauenstein, von der heute nur noch ein Keller mit Mauern und ein Tonnengewölbe, sowie der Rest anstoßender Mauerzüge zu sehen sind. Der Bach wurde zur damaligen Zeit zu einem Burggraben aufgestaut, weshalb der Schloßgrundgraben seinen Namen erhielt. Im weiteren Verlauf erreicht er einen Mensengesäßer Weiher, welcher durch einen Teil seines Wassers gespeist wird. Der Schloßgrundgraben unterquert die Bahnstrecke Kahl–Schöllkrippen und mündet in die Kahl.

### Flusssystem Kahl
- Liste der Fließgewässer im Flusssystem Kahl